# Panicum nephelophilum
Panicum nephelophilum är en gräsart som beskrevs av Charles Gaudichaud-Beaupré. Panicum nephelophilum ingår i släktet vipphirser, och familjen gräs. Inga underarter finns listade i Catalogue of Life.